# موريس روسو
موريس روسو (بالفرنسية: Maurice Rousseau)‏ هو لاعب جمباز فني فرنسي، (ولد في La Machine ‏ في فرنسا 1906 – 1977 م).

## وصلات خارجية
- موريس روسو على موقع اللجنة الأولمبية الدولية (الإنجليزية)
- موريس روسو على موقع أوليمبيديا (الإنجليزية)